# موافقت‌نامه سطح خدمات

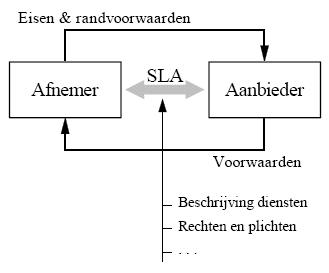
SLA موافقت نامه سطح خدمات

موافقت نامه سطح خدمات (به انگلیسی Service-level agreement یا SLA) یک قرارداد دو جانبه بین خدمت دهنده و خدمت گیرنده که بر اساس توافق و به منظور تضمین پارامترهای کیفیت خدمات توافق شده منعقد می‌شود(بویژه در صنعت تلکام). در این قرارداد باید کیفیت سطح خدمات، نحوه اندازه‌گیری تخطی از سطح خدمات و ضمانتهای اجرایی آن تعیین شود.
معمولاً این قرارداد در سرویسهای رایانه‌ای به کار برده می‌شود.